# Dipartimento di San Luis del Palmar
San Luis del Palmar è un dipartimento argentino, situato nella parte nord-occidentale della provincia di Corrientes, con capoluogo San Luis del Palmar.
Esso confina con i dipartimenti di Capital, San Cosme, Itatí, Berón de Astrada, General Paz, Empedrado e Mburucuyá.
Secondo il censimento del 2001, su un territorio di 2.551 km², la popolazione ammontava a 16.513 abitanti, con un aumento demografico del 15,19% rispetto al censimento del 1991.
Il dipartimento comprende 2 comuni: San Luis del Palmar e Herlitzka.